# Schloss Brandis (Maienfeld)
Das Schloss Brandis (heute auch Schloss Maienfeld genannt) ist eine Schlossanlage und ein ehemals bedeutender Feudalsitz in Maienfeld im schweizerischen Kanton Graubünden.

## Anlage

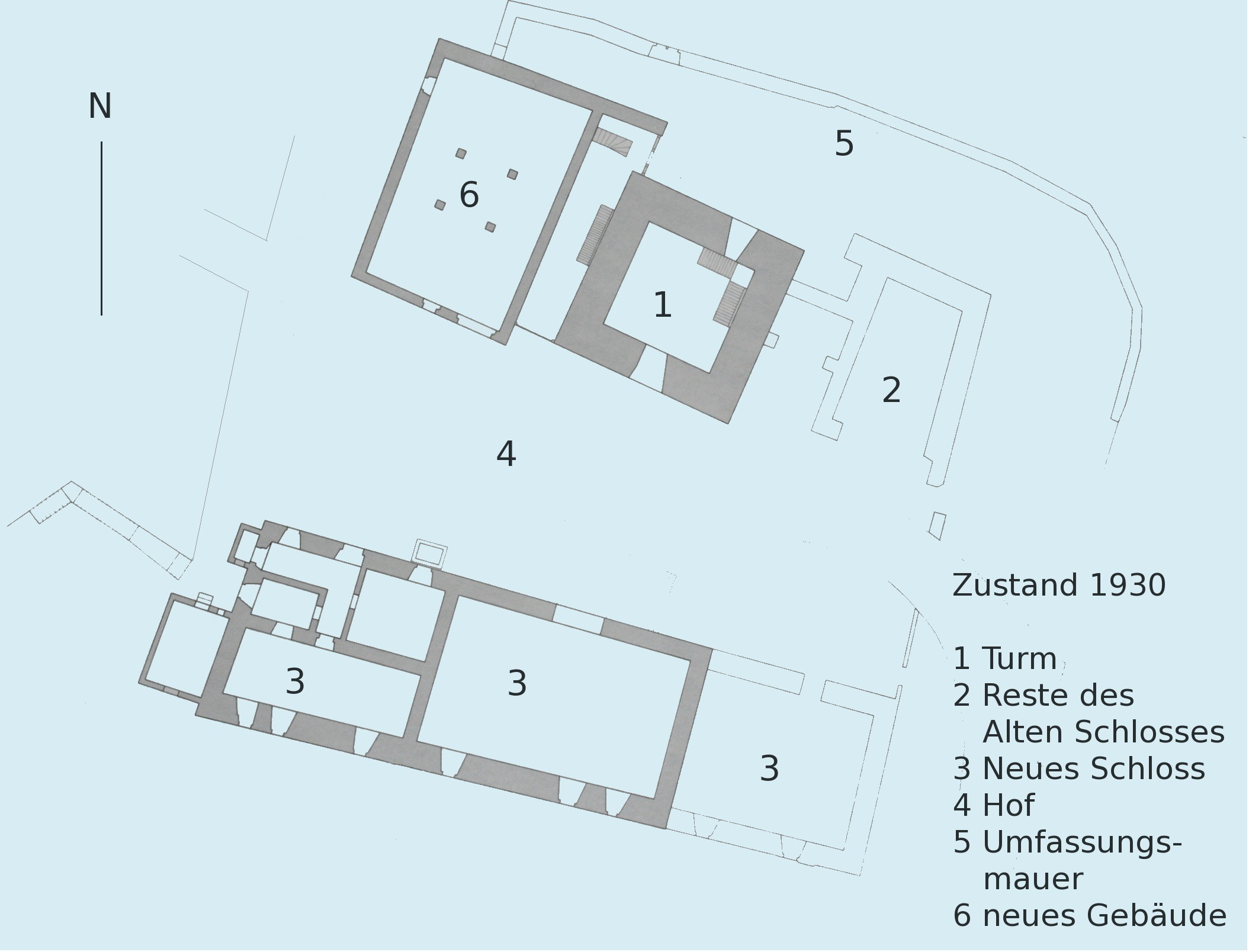
Plan der Anlage

Das Schloss besteht aus einem älteren Nordwesttrakt mit Turm und einem jüngeren Südwesttrakt. Die beiden parallel zueinander liegenden Trakte sind durch einen Hof voneinander getrennt. Die gesamte, ungefähr quadratische Anlage war durch Graben und Ringmauer von der übrigen Stadt getrennt. Von der vermutlich im 14. oder 15. Jahrhundert entstandenen Umfassungsmauer sind noch Bruchstücke erhalten.
Der Turm stammt aus der Mitte des 13. Jahrhunderts. Mittels dendrochronologischen Verfahren konnte nachgewiesen werden, dass Bauholz aus dem Turm im Jahr 1247 gefällt wurde. Die übrigen Bauten entstanden zu verschiedenen Zeiten im Verlauf des 14. und 15. Jahrhunderts. Ein bedeutender Bauherr war zu Beginn des 15. Jahrhunderts Friedrich VII. von Toggenburg, der das «Neue Schloss» erbauen liess.

### Nordwesttrakt

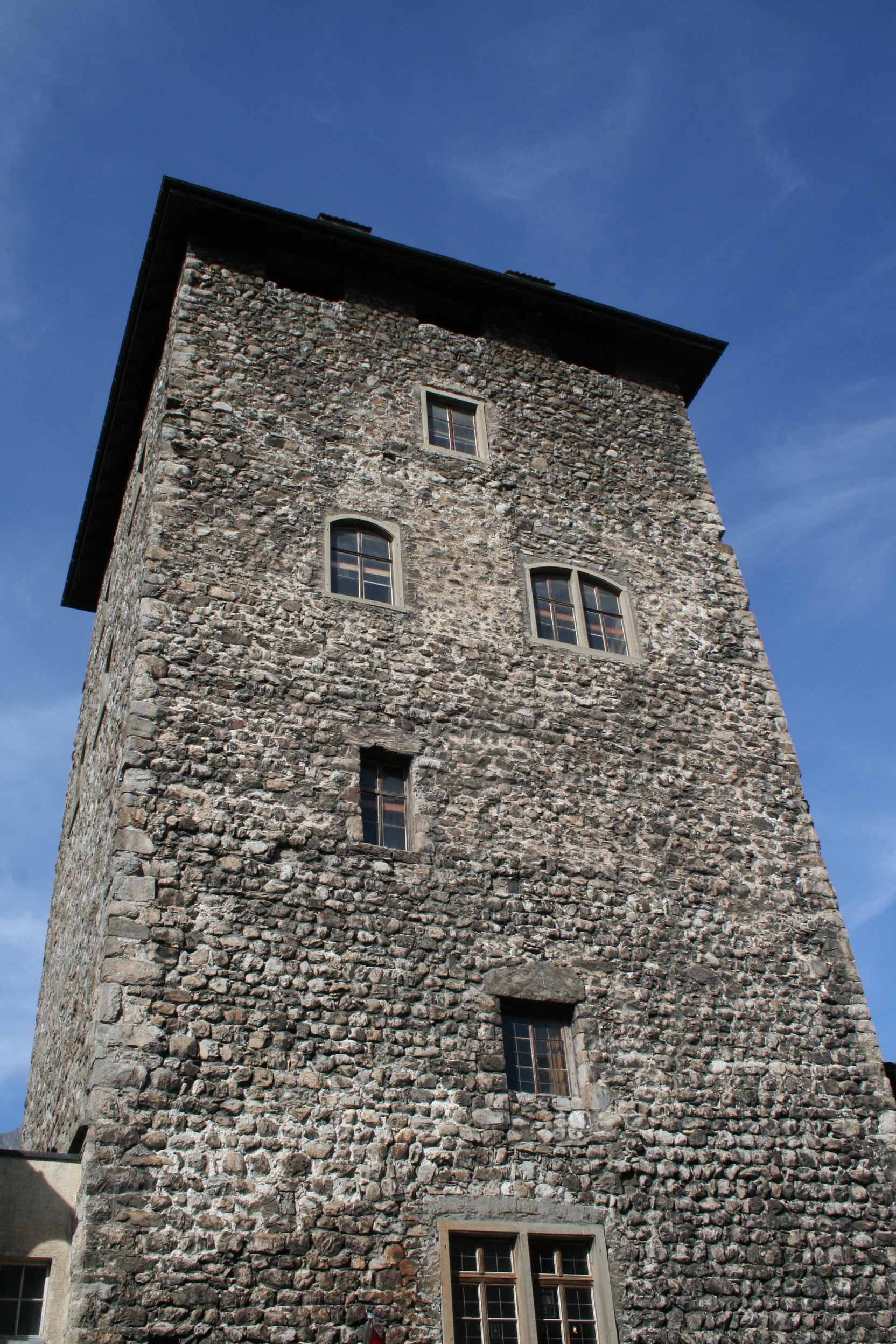
Turm

Das dominierende Element des alten Traktes ist der viereckige quadratische Hauptturm mit einer Seitenlänge von etwa 12,5 Meter. Die Mauerstärke des sechsstöckigen Turmes beträgt 2,5 Meter, der ursprüngliche Hocheingang lag in der Höhe des dritten Geschosses. Der Zugang erfolgte über eine Aussentreppe. Die meisten Fenster wurden nachträglich eingebrochen, ebenso der ebenerdige heutige Eingang. Gekrönt war der Turm von einem Zinnenkranz; das heutige Dach stammt aus dem Jahr 1906. Das Turminnere wurde 1868 und 1975 umgebaut. Südöstlich angrenzend an den Turm liegen die Reste des «alten Schlosses». Das auf der anderen Seite liegende Gebäude mit dem Restaurant wurde wohl über den Ruinen mittelalterlicher Bauten errichtet.

### Südwesttrakt
Der gegenüberliegende Südwesttrakt, das «Neue Schloss» oder «Toggenburgerhaus» verfügt noch über mittelalterliche Bausubstanz, wurde aber 1971 zu einem Mehrfamilienhaus umgebaut. Ein bastionsartiger Rundturm, der so genannte Frauenturm an der Südecke wurde 1860 zusammen mit Partien des Berings und der Toranlage geschleift.

## Malereien

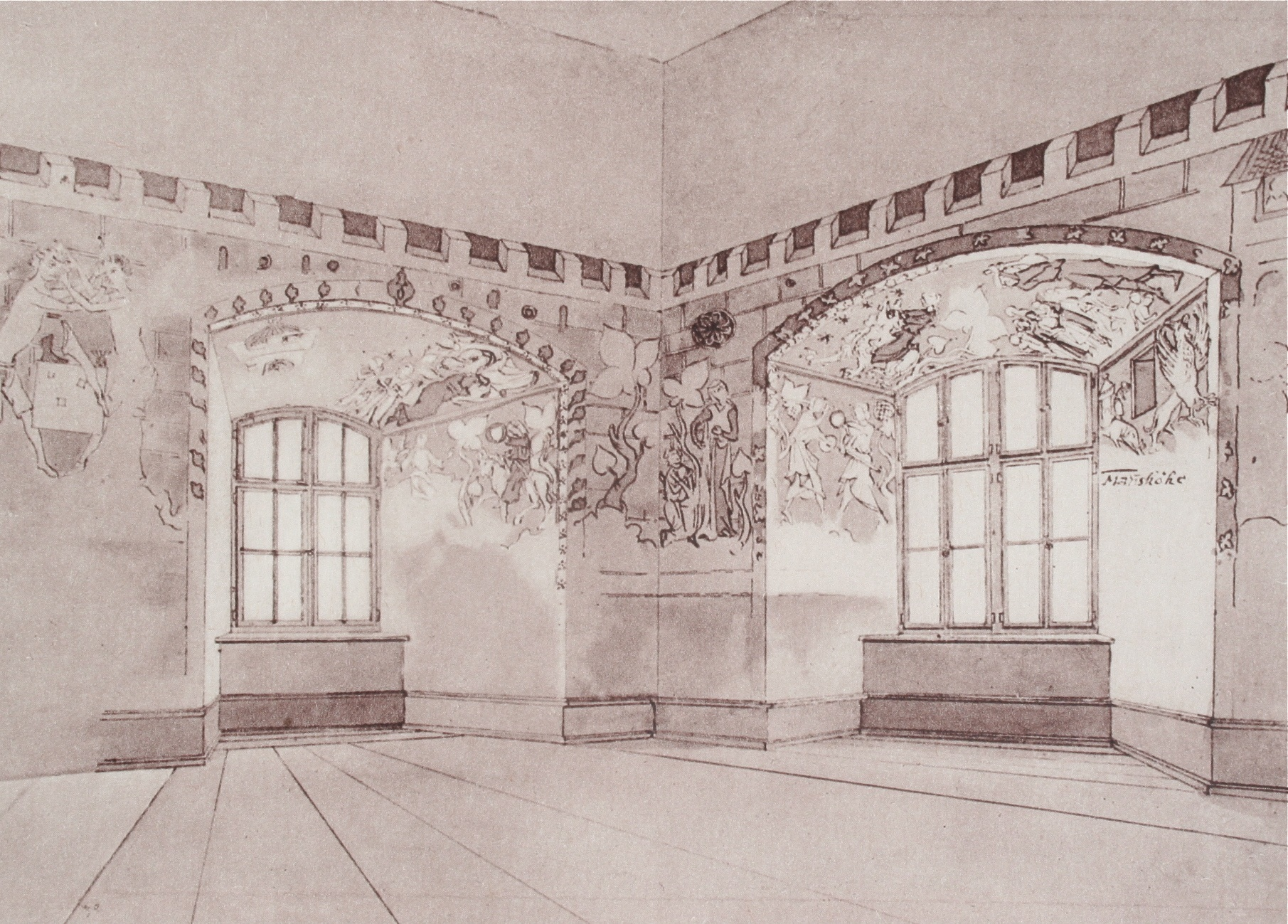
Die Malereien des Waltensburger Meisters

Entdeckt wurden die kulturhistorisch bedeutenden Fresken im Nordwesttrakt 1898 von Johann Rudolf Rahn. Abgebildet sind unter anderem Minne- und Wirtshausszenen, Turnier- und Zweikampfszenen, Elefant und Greif, Bilder einer Weinlese und aus der Samsonsgeschichte. Dendrochronologische Untersuchungen datieren die Fresken des 3. Obergeschosses auf 1247, die im 4. Stockwerk auf nach 1247 und die im 5. Geschoss auf 1310–1350. Letztere stammen vermutlich vom Waltensburger Meister, einem Maler unbekannter Herkunft. Es sind die einzigen bekannten profanen Malereien des Malers, jedoch in beklagenswertem Erhaltungszustand. Es wird jedoch auch ein Maler Berchtold in Erwägung gezogen. Das Stockwerk war ursprünglich in mehrere Zimmer eingeteilt. Mit der Entfernung von Wänden zwischen den einzelnen Räumen wurden auch die Malereien darauf zerstört. Auftraggeber dürften die damaligen Burgherren aus der Familie von Aspermont gewesen sein. In einem Nebenraum finden sich Wanddekoration mit marmorartigen Quadermotiven.

## Geschichte
Erbaut wurde das nachmalige Schloss Brandis im 13. Jahrhundert auf Eigengut durch die Herren von Aspermont. 1282 hielt Heinrich von Aspermont in seinem Testament fest, dass im Falle seines Todes sein Bruder Egilolf Burg und Herrschaft Maienfeld erben sollte. Nach dem Tod Heinrichs gelangte denn auch Egilolf bereits 1284 in den Besitz der Burg. Am 21. Dezember 1295 empfing Egilolf von Aspermont auf seiner Burg den Churer Bischof und die Freiherren von Vaz, die hier auf neutralem Boden einen Vertrag schlossen.
Auf unbekannte Weise gelangte das Schloss an die Herren von Windegg, die Herren des Gaster Landes aus dem Walenseegebiet, als deren Besitz es von 1342 bis 1355 nachgewiesen ist. 1355 verkaufte es Johann von Bodmann, der Schwiegersohn des Hartmann von Windegg, an Graf Friedrich V. von Toggenburg, welcher die Burg erweiterte und stark befestigte. 1359 bezahlten die Toggenburger für die burge zu Mayenfeld und den Hof Röschach noch einmal, diesmal an die Grafen von Werdenberg-Sargans. Der Grund für diese doppelte Bezahlung ist nicht bekannt, könnte aber mit noch bestehenden Rechten der Werdenberger zusammenhängen. Die Grafen von Toggenburg hielten sich gelegentlich in der Burg auf und stellten hier mehrere Urkunden aus. Der letzte Graf von Toggenburg, Friedrich VII., baute gegenüber dem Turm das «Neue Schloss» als neuen Wohntrakt. Nach seinem Tod 1436 wohnte seine Frau noch einige Monate auf der Burg.
Am 14. November 1437 kamen die Herrschaft Maienfeld und das Schloss durch Heirat der Nichte des letzten Toggenburgers Friedrich VII. von Toggenburg, Verena von Werdenberg-Sargans mit Wolfram von Brandis an die Familien von Brandis und von Aarburg. Thüring von Aarburg war mit Margarita von Werdenberg-Heiligenberg verheiratet, der Schwester von Wolfram von Brandis’ Gattin und hatte dadurch Anrecht auf das Erbe der Toggenburger.
1446 verkauften Thüring von Aarburg und seine Tochter Verena ihren halbtail an Wolfhard von Brandis. 1477 schlossen die Herren von Brandis mit dem Zehngerichtebund ein Bündnis. Am 9. Oktober desselben Jahres starb Wolfhard von Brandis im Schloss. Als Kastellane auf der Burg amteten Leute aus der Stadtbürgerschaft. Aus der Herrschaftszeit der Brandis sind mehrere Freiheitsbriefe für Maienfeld erhalten.
1499 wurde die Herrschaft Maienfeld in den Schwabenkrieg verwickelt. Am 7. Februar öffneten die Brandis die Stadt den kaiserlichen Truppen, doch bereits am 13. Februar erschienen die Bündner, plünderten die Stadt, nahmen die Burg ein und führten Sigmund und Thüring von Brandis als Gefangene nach Chur. Dort übergaben sie die beiden sinnigerweise ihrem eigenen Bruder, dem Dompropst Johannes von Brandis. Nach dem Krieg wollten die Brandis Maienfeld aus finanziellen Gründen verkaufen. Ein Verkauf an den interessierten Kaiser Maximilian kam nach jahrelangen Verhandlungen nicht zustande, dafür erhielten 1509 die Drei Bünde den Zuschlag, die in der Burg eine Landvogtei einrichteten. Der erste Vogt war Carli von Hohenbalken, der letzte Jakob Ulrich Sprecher von Bernegg. Vögte stellte auch die Familie von Salis. Die Salis waren in Maienfeld auf einem eigenen Adelssitz ansässig, dem Schloss Salenegg. Die Sprecher erbten 1816 den Brügger-Hof in Maienfeld und besitzen ihn bis heute (als „Sprecher-Hof“).
In den Bündner Wirren waren 1622 die Truppen des österreichischen Generals Alois Baldiron einquartiert, sonst blieb das Schloss jedoch vom Kriegsgeschehen und vom grossen Stadtbrand verschont. Am 1. April 1624 wurde es jedoch von den abziehenden österreichischen Truppen angezündet. Nach der notdürftigen Instandstellung wurde es bis um 1700 von verschiedenen Vögten bewohnt. Beim Stadtbrand von 1720 nahm auch das Schloss Schaden und war nur noch notdürftig bewohnbar.
Im März 1799 quartierten sich französische Truppen ein, die den Grossteil des Holzwerks verheizten. 1807 erwarb die Gemeinde Maienfeld die zerfallene und unbewohnbare Anlage, verkaufte sie jedoch 1837 wieder an Private. 1968 wurde die gesamte Anlage an den Baumeister Thomas Zindel weiterverkauft und ausgebaut. Das Schloss wurde restauriert und 1972/73 archäologisch untersucht. Seit 1968 ist ein Restaurant darin untergebracht.

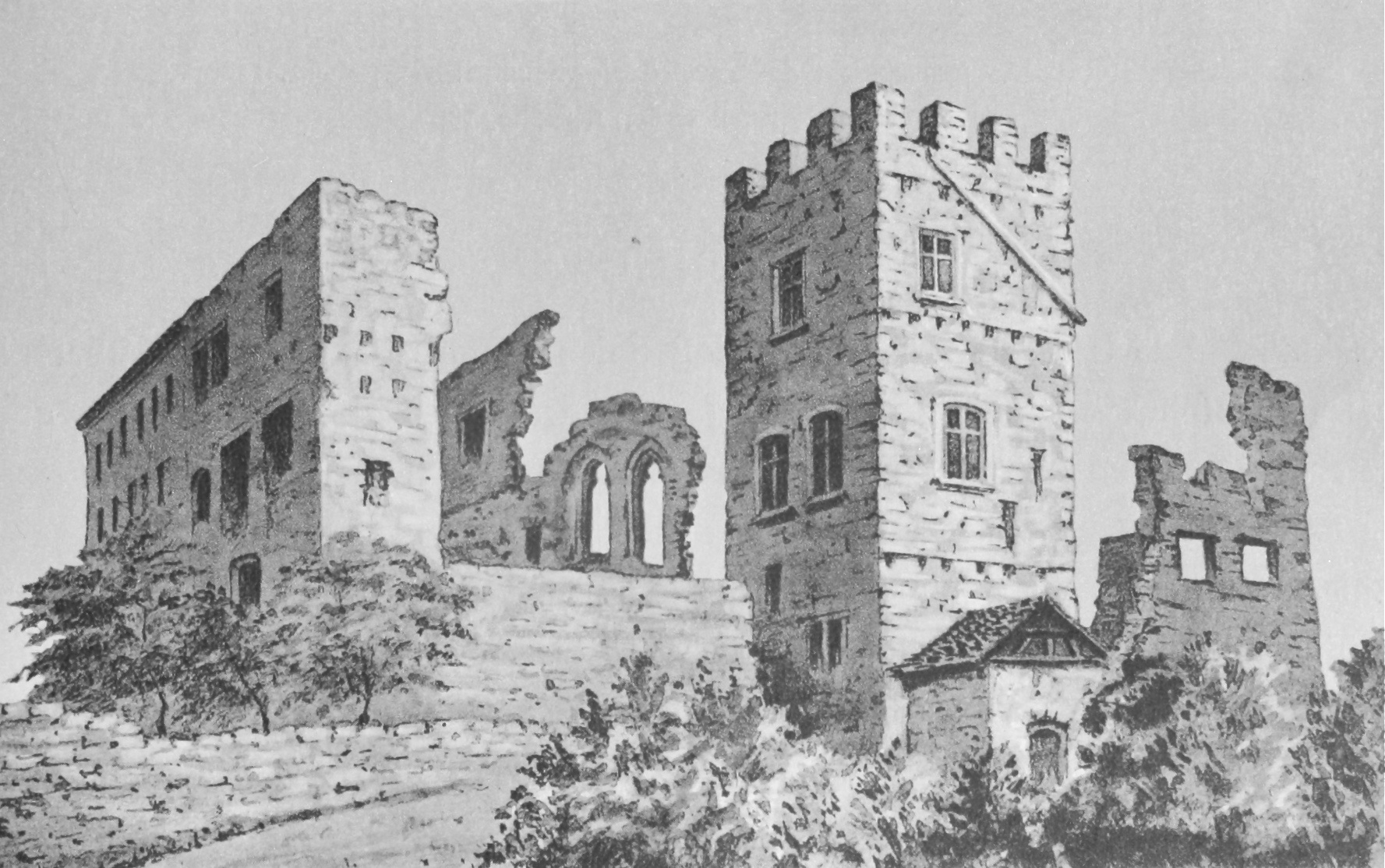
Um 1880
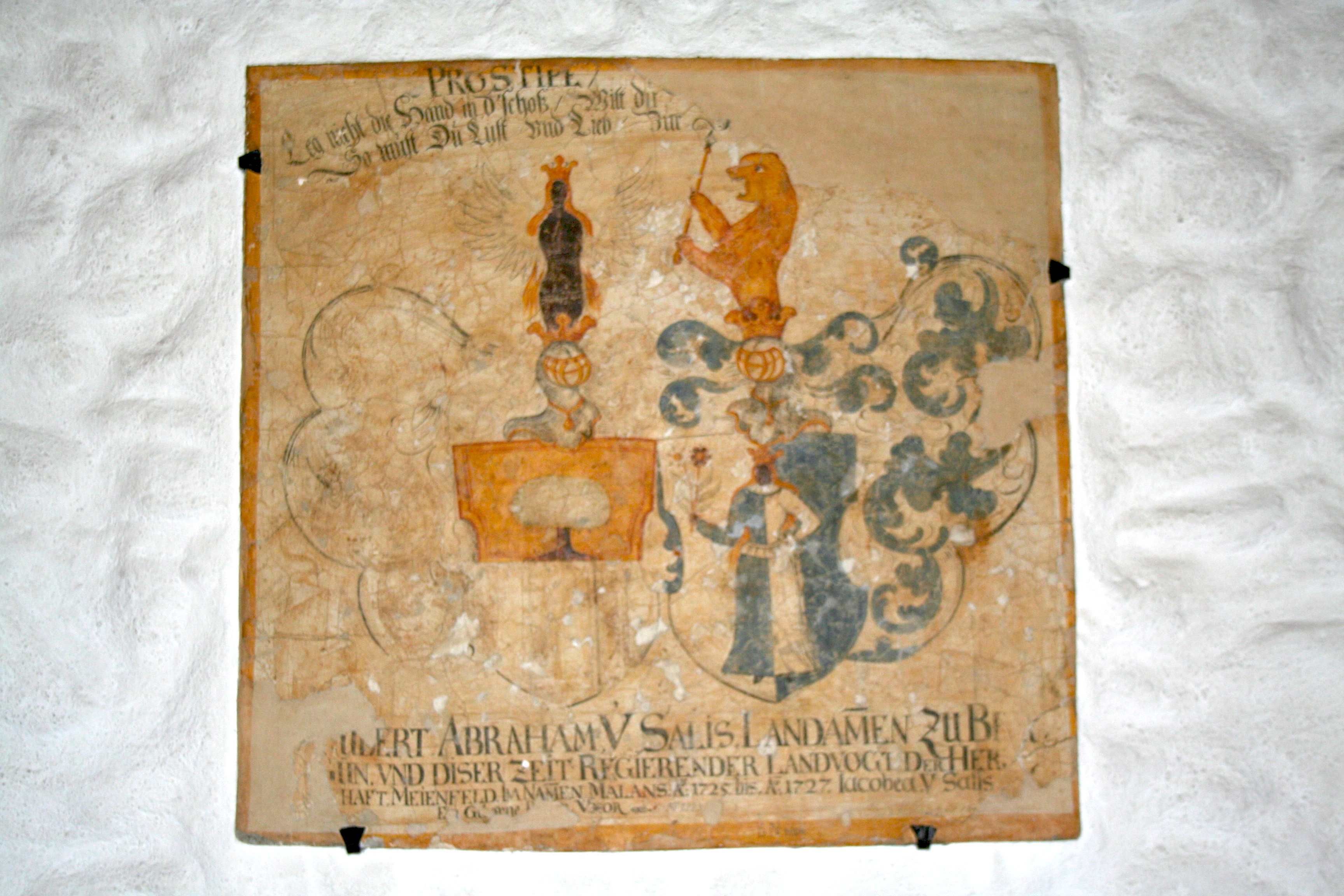
Landvogtswappen von Salis im Rittersaal
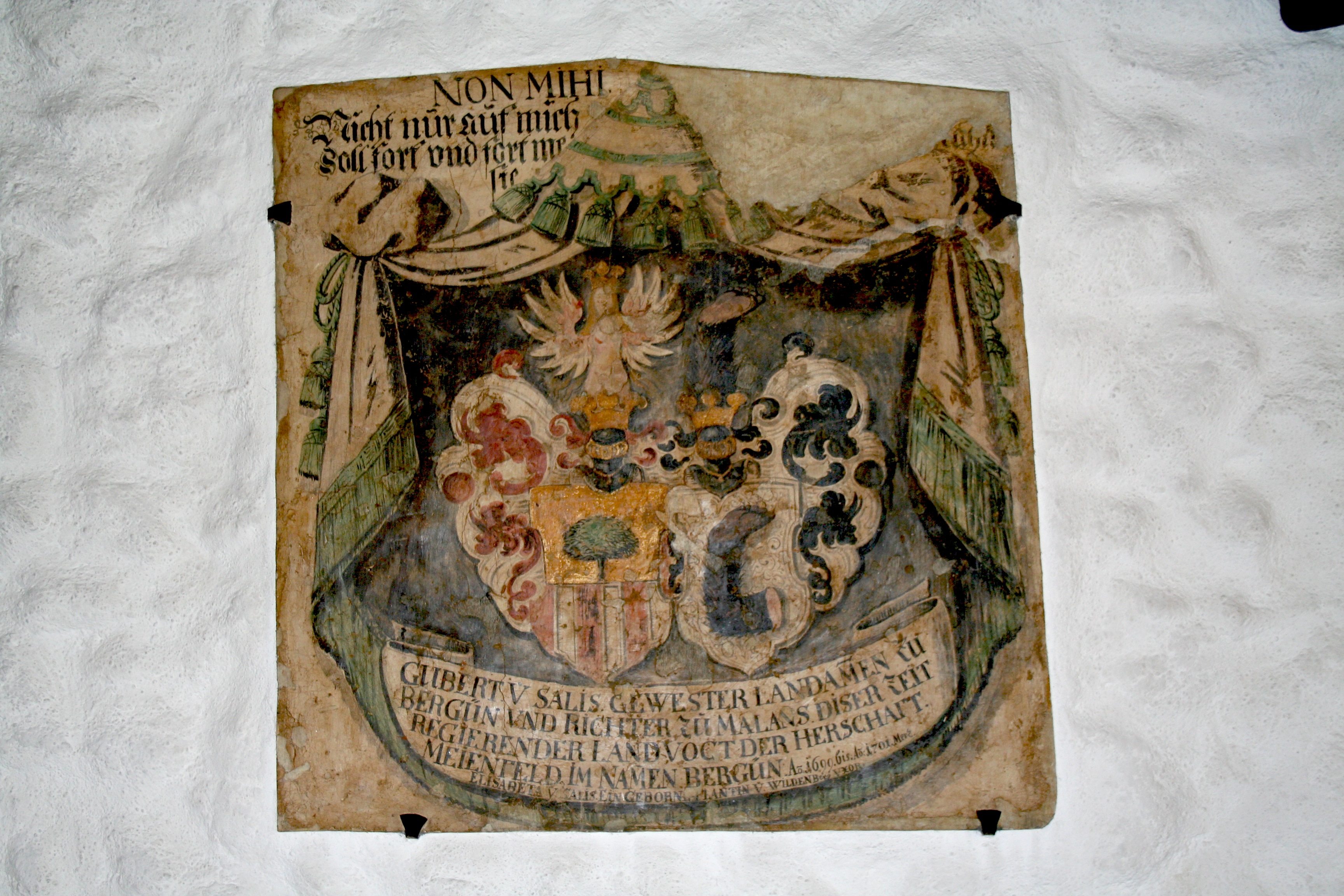
Wappen des Landvogts Gilbert von Salis